# Jacques Nicolaï
Jacques Nicolaï (Dinant, 1605 of 1607 — Namen, 1678) was een Belgische kunstschilder die in 1627 intrad in de Sociëteit der Jezuïeten. Hij werd door deze priesterorde in 1659 overgeplaatst naar Namen.
Volgens Marie-Louise Hairs was hij een leerling van Rubens.